# Scotts letzte Fahrt
Scotts letzte Fahrt ist ein britischer Spielfilm aus dem Jahr 1948. Er hat die letzte Südpol-Expedition des britischen Polarforschers Robert Falcon Scott zum Thema.

## Handlung
Am 9. September 1904 ist Scott auf seinem Schiff Discovery auf der Rückfahrt von seiner ersten Antarktisexpedition. Er notiert in seinem Tagebuch, er habe nun auf den Spuren Captain Cooks und James Ross’ die Randbezirke der Antarktis erkundet, aber das Innere des Kontinents sei noch unerforscht. Scott kehrt zur britischen Kriegsmarine zurück, aber die Idee als erster Mensch den geographischen Südpol zu erreichen, beschäftigt ihn weiterhin. Er beginnt 1908 mit der Umsetzung seines Vorhabens. Als Partner gewinnt er den Arzt und Zoologen Dr. Edward Wilson. Seine Pläne stoßen bei seinen Landsleuten auf wenig Begeisterung und auch die öffentliche finanzielle Unterstützung in Höhe von 20.000 Pfund bleibt hinter seinen Erwartungen zurück. In Norwegen testet er seine Motorschlitten, die Vorläufer heutiger Pistenraupen, im Beisein des Polarforschers Fridtjof Nansen, der jedoch Scott dringend rät, ausschließlich Hunde als Transportmittel (und im Ernstfall als Nahrungsmittel) einzusetzen. Scott erwidert, dass Engländern die Tierliebe solche Behandlung verbietet, und setzt auf Ponys, Motorschlitten und Hunde. Sein Schiff Terra Nova wird schließlich 1910 von den Einwohnern Lytteltons (Neuseeland) beim Auslaufen gefeiert. Scott erhält dort die Nachricht, dass sich auch der Norweger Roald Amundsen auf dem Weg zum Südpol befindet. Scott unterstreicht gegenüber seiner Mannschaft, dass wissenschaftliche Untersuchungen bei der Expedition wichtiger seien als eine Wettfahrt zum Südpol. Im Privatgespräch mit Wilson gesteht er jedoch die Bedeutung seines eigentlichen Ziels.
Nach der Überwinterung an der Antarktisküste beginnt der beschwerliche Weg von Scotts Mannschaften mit Motorschlitten, Ponys und Hundeschlitten über das Ross-Schelfeis in Richtung Südpol. Die Motorschlitten fallen bereits nach kurzer Zeit aus, und Scott erinnert sich bedauernd an den Rat Nansens. Planmäßig kehren nach und nach Unterstützergruppen und auch die Hundeschlitten zurück zum Basislager. Die Ponys werden kurz vor dem Erreichen des Beardmore-Gletschers erschossen. Die verbleibenden drei Mannschaften setzen mühsam ihren Weg über den Gletscher fort. Dann kehrt auch die Mannschaft unter Edward Atkinson um. Scott verabschiedet sich von ihm mit der Anweisung, dieser möge ihn Anfang März erwarten. Auf dem Polarplateau angekommen, entscheidet sich Scott für die letzte Etappe zum Südpol für vier Begleiter. Einer davon ist Edgar Evans, der sich soeben beim Reparieren der Schlitten an der Hand verletzt hat, es aber Scott gegenüber verheimlicht. Die Männer der letzten zurückkehrenden Unterstützergruppe beobachten, wie Scotts Mannschaft auf dem weiteren Weg nach Süden am Horizont verschwindet.
Als Scott und seine Begleiter dem Pol näherkommen, sehen die Männer erst eine schwarze Fahne in der Ferne, und am Südpol dann ein unbewohntes Zelt mit der norwegischen Fahne. Die Männer sind enttäuscht, machen ein Gruppenphoto und begeben sich auf den Rückweg. Scott fragt sich, ob er es schaffen wird.
Auf dem Rückmarsch haben Scott und seine Begleiter infolge schlechter werdenden Wetters mit Hunger und Erfrierungen zu kämpfen. Evans stirbt als erster der Männer – die Ursache wird nicht direkt genannt, aber der Film zeigt seine verletzte Hand und einen Sturz, bei dem er sich den Kopf stößt. In den Depots auf dem weiteren Rückweg fehlt unerklärlicherweise Öl in den Kanistern, und Lawrence Oates’ erfrorener Fuß behindert das Marschtempo. Wilson untersucht Oates und spricht ihm Mut zu, obwohl sein Fall offenkundig aussichtslos ist. Als Oates aufgrund seiner Erfrierungen das Vorankommen seiner Freunde gefährdet, verlässt er in einem aufgeschlagenen Lager das Zelt während eines Schneesturms mit den Worten „Ich gehe nur eben raus, und könnte etwas länger brauchen“ und kehrt nicht wieder. Die anderen Männer brechen auf mit dem Ziel, das rettende One-Ton-Depot zu erreichen. Nur wenige Meilen von diesem Depot entfernt hält ein weiterer Schneesturm die Männer in ihrem Zelt gefangen. Während der Wind „Elf Meilen!“ in das Zelt zu pfeifen scheint und sie ihre Abschiedsbriefe schreiben, träumen Scott, Wilson und Henry Bowers vom Landleben in England und von ihren Frauen, die sie zu Hause erwarten. Scott schreibt zum letzten Mal in sein Tagebuch. Monate später findet ein Suchtrupp des Basislagers die Verstorbenen tief eingeschneit in ihrem Zelt.

## Hintergrund
Der Film basiert auf den Tagebüchern von Robert Falcon Scott. Die beiden Drehbuchautoren Meade und Montagu bemühten sich um einen chronologischen Ablauf der tatsächlichen Ereignisse, und John Mills’ Ehefrau Mary Haley Bell schrieb die entsprechenden Dialoge fiktiv hinzu. Die Außenaufnahmen wurden teilweise in der Antarktis gedreht sowie in Norwegen und der Schweiz.

## Danksagung
Am Ende des Films wird die Zusammenarbeit mit Überlebenden und Familienangehörigen der Expeditionsmannschaft gewürdigt: „This film could not have been made without the generous co-operation of the survivors and the relatives of late members of Scott's Last Expedition. To them and to those many other persons and organisations too numerous to mention individually who gave such able assistance and encouragement, the producers express their deepest gratitude.“ (deutsch: „Dieser Film hätte nicht entstehen können ohne die großzügige Zusammenarbeit mit den Überlebenden und Angehörigen der verstorbenen Teilnehmer an Scotts letzter Expedition. Ihnen und den vielen anderen Personen und Organisationen, zu zahlreich um sie aufzuzählen, möchten die Produzenten ihre tiefste Dankbarkeit für die hilfreichen Unterstützungen und Ermutigungen zum Ausdruck bringen.“)

## Abweichungen von den tatsächlichen Ereignissen
Abweichungen von den tatsächlichen Ereignisse sind im Film vorhanden:
- Im Film erhält Scott in Neuseeland ein mysteriöses Telegramm, aber kommt erst während seiner Überfahrt in die Antarktis dazu, es seiner Mannschaft vorzulesen: „I am going south. Amundsen“. Scott und seiner Crew ist sofort klar, dass Amundsen in die Antarktis will. Tatsächlich erhielt Scott dieses Telegramm etwas eher, in Australien, und Amundsens wirklicher Text war weniger eindeutig: „Beg leave to inform you Fram proceeding Antarctic Amundsen“ („Erbitte Erlaubnis Sie zu informieren, Fram macht sich Richtung Antarktis auf. Amundsen“). Fram ist der Name von Amundsens Schiff. Der wirkliche Scott und seine Begleiter haben laut Tagebuch von Tryggve Gran (Scotts einzigem norwegischen Expeditionsmitglied) die Absichten Amundsens nicht aus dem mehrdeutigen Telegramm herauslesen können.

- Im Film setzt die Terra Nova Scotts Mannschaft in der Antarktis ab, segelt ohne Scott entlang der Eisbarriere und entdeckt überraschenderweise Amundsens Basislager in der Antarktis. Das Schiff kehrt deswegen zu Scotts Basislager zurück und informiert Scott unmittelbar von der Präsenz Amundsens. In Wirklichkeit war Scott bei dieser ungeplanten Rückkehr seines Schiffs nicht mehr im Basislager, sondern bereits im Innern der Antarktis damit beschäftigt, Depots anzulegen.

- Der Film schildert Scotts Transportpläne als „vom Gletscher zum Pol und den ganzen Weg zurück – menschliche Zugkraft“. In Wirklichkeit hatte Scott das Team des Basislagers angewiesen, ihn mit Hundeteams auf dem Rückweg um den 1. März auf dem 82. Breitengrad zu treffen und abzuholen. Der Befehl wurde nicht ausgeführt und Scott und seine Männer starben auf dem Rückweg.[1]

- Im Film entdeckt Scotts Mannschaft kurz vor dem Südpol eine schwarze Flagge von Amundsen, und die Männer erkennen, dass das Rennen verloren ist. In der nächsten Szene kommen die Männer an Amundsens Zelt an (mit einer norwegischen Flagge am Mast) und entdecken die Pfotenspuren der Schlittenhunde Amundsens. Tatsächlich entdeckten Scott und seine Männer die Pfotenspuren (und Hundekot) bereits am Tag zuvor an der schwarzen Flagge.

- Der Film erweckt den Eindruck, dass Scott am Südpol zweifelt, ob er den Rückweg schaffen wird. In Wirklichkeit zweifelte Scott daran, ob er schneller als Amundsen die Südpoleroberung der Weltpresse mitteilen kann (es ging sowohl Scott als auch Amundsen um lukrative Exklusivinterviews). Dieser Fehler im Film basiert auf einer kleinen Kürzung in der herausgegebenen Fassung von Scotts Tagebuch, die erst seit dem Film wiederentdeckt wurde.[2]

## Uraufführung
Der Film premierte am 29. November 1948 im Empire Cinema am Londoner Leicester Square im Rahmen der dritten Royal Film Command Performance in Gegenwart der Queen Consort Elizabeth und ihrer jüngeren Tochter Margaret. Zugegen waren auch zahlreiche Filmstars wie Elizabeth Taylor, Robert Taylor, Laurence Olivier mit seiner Frau Vivien Leigh, Virginia Mayo mit ihrem Mann Michael O’Shea, Myrna Loy, Ronald Reagan, Alan Ladd sowie der Hauptdarsteller des Films John Mills mit seiner Frau Mary Hayley Bell.

## Kritiken
„Der Film folgt exakt den Tagebuchaufzeichnungen Scotts. Ein sachlich aufschlußreiches und menschlich erschütterndes Drama mit dokumentarischem Charakter.“

## Auszeichnungen
Der Film nahm 1949 am Wettbewerb der Internationalen Filmfestspiele von Venedig teil und wurde für den British Film Academy Award als bester britischer Film nominiert.

## Soundtrack-Veröffentlichung
- Ralph Vaughan Williams: Scott of the Antarctic – Suite From the Film Music (Complete Film Music), auf: The Film Music of Ralph Vaughan Williams Volume 1. Chandos, Colchester 2002, Tonträger-Nr. CHAN 10007 – digitale Neueinspielung der gesamten Filmmusik durch das BBC Philharmonic unter der Leitung von Rumon Gamba. Dutton Epoch 2017, Tonträger-Nr. CDLX 7340 – Super Audio der Filmmusik mit Titeln in Weltpremiere als Aufnahme durch das Royal Scottish National Orchestra unter der Leitung von Martin Yates.[5]